# جامعة ماري مونت
جامعة ماري مونت (بالإنجليزية: Marymount University)‏ هي جامعة كاثوليكية يقع حرمها الرئيسي في أرلينغتون، فرجينيا. تقدم ماري مونت درجات البكالوريوس والماجستير والدكتوراه في مجموعة واسعة من التخصصات، يلتحق بها حوالي 3,375 طالباً مسجلاً، يمثلون حوالي 44 ولاية و76 دولة.

## التاريخ
تأسست الجامعة في عام 1950 من قبل دينية قلب مريم المقدس باسم كلية ماري مونت، وكانت مدرسة للسيدات لمدة عامين. وكانت عضوا في كليات ماري مونت التي تديرها الأخوات في نيويورك، كاليفورنيا والعديد من الولايات الأخرى. يقع الحرم الجامعي في العقار السابق للأدميرال بريسلي ماريون ريكسي، الجراح البحري والطبيب الشخصي للرئيسين ثيودور روزفلت وويليام ماكينلي. تركزت الفصول والأنشطة حول قصر ريكسي السابق، والذي أعيد تسميته باسم «البيت الرئيسي» في الجامعة.
ثم بعد ذلك أصبحت كلية لمدة أربع سنوات، وذلك في عام 1973م. أضافت برامج درجة الماجستير في عام 1979م، وبرنامج الدكتوراه الأول، وهو الطب السريري للعلاج الطبيعي، وذلك عام 2005م. قبل أول طلابها في برنامج التمريض في عام 1972م، وأصبحت الكلية مختلطة بالكامل وغيرت اسمها إلى جامعة ماري مونت في عام 1986م. 
أنشأت الجامعة مركز المخاوف الأخلاقية في عام 1993م.
في أكتوبر 2010م احتفلت بالذكرى الستين لتأسيسها بحفل الافتتاح الكبير وقطع الشريط في الشارع وذلك في كروذرس، وهي منشأة أكاديمية تركز على العلوم والعلوم الصحية، وقاعة روز بنت لي أوستابينكو، 77,000 قدم مربع (7,200 م2)، وهي بناية سكنية توفر سكنا على طراز الشقق، وذلك لـ 239 طالبذي مالك بلازا وهي منطقة تجمع بين المبنيين وتتميز بتمثال للأخت ماجيلا بيرج، والذي كان رئيسًا لماري مونت من عام 1960م إلى 1993م. جسر السماء يربط بين المباني الجديدة وبقية الحرم الجامعي. 
في أغسطس 2017م، افتتحت ماري مونت مركز بولستون. والذي يشتمل على مجمع إل إي إي دي سيرتفيد قولد وهو متعدد الاستخدامات مكون من تسعة طوابق، وريكسي وهو مبنى سكني مكون من 12 طابقًا، يضم كل منها مواقف للسيارات متعددة المستويات تحت الأرض. يقع بولستون سنتر في ساحة عامة.

## الأكاديميون والاعتمادات
جامعة ماري مونت معتمدة من قبل لجنة كليات الرابطة الجنوبية للكليات والمدارس لمنح شهادات الدكتوراه والماجستير والبكالوريوس.
وهي تمنح شهادات البكالوريوس والماجستير والدكتوراه، وبرامج ما قبل مهنة التدريس والقانون والطب والعلاج الطبيعي من خلال مدارس التصميم والفنون والعلوم الإنسانية؛ الأعمال والتكنولوجيا؛ العلوم والرياضيات والتعليم؛ والمهن الصحية.
وهي عضو في اتحاد جامعات منطقة العاصمة واشنطن، والذي يسمح للطلاب بأخذ دورات في أي من المؤسسات الأعضاء الـ 13 الأخرى واستعارة الكتب من مكتباتهم.

## حرم الجامع

### الحرم الرئيسي
يقع حرم ماريمونت الرئيسي على 21 أكر (85,000 م2) في منطقة شمال أرلينغتون في أرلينغتون، فرجينيا. يشمل الحرم الجامعي على ست قاعات للإقامة: قاعة روز بنت لي أوستابينكو، قاعة رولي، قاعة بتلر، قاعة القديس يوسف، قاعة بيرغ، وقاعة جيرارد فيلان؛ ثلاثة مبان أكاديمية: مركز رولي الأكاديمي، قاعة كاروثرز، وقاعة جيلهاك؛ مختبرات الكمبيوتر في قاعة القديس يوسف مركز روز سنتر لي بنتي، الذي يضم صالة رياضية، ومقهى بارنيز، ومرافق البريد، وأماكن الترفيه والاجتماعات؛ كما تضم كافتيريا جيرارد فيلان؛ مكتبة وقاعة إيتون وهي البيت الرئيسي لكنيسة قلب مريم المقدس. 

### مركز بولستون
يقع مركز مركز بولستون على مسافة 2 ميل (3.2 كـم) من الحرم الجامعي الرئيسي في أرلينغتون، ويضم كلية إدارة الأعمال والتكنولوجيا، وكذلك برامج مختارة من كلية العلوم والرياضيات والتعليم ومكتب خدمات تسجيل الخريجين. يضم المركز أيضًا معرض كودي، وإيتز كافيه، ومكتبة كوكلي العائلية، ومختبرات كمبيوتر، وكنيسة صغيرة، ومركز مؤتمرات وقاعة.
تقع محطة بولستون جامعة ماريمونت للمترو على مسافة قريبة من مركز بولستون. بالإضافة إلى ذلك، تعمل خدمات النقل المكوكية المجانية بين محطة بولستون جامعة ماري مونت والحرم الرئيسي ومركز 4040 ومركز بولستون.

### مركز 4040
يضم مركز ماري مونت 4040 برنامج الدكتوراه في العلاج الطبيعي وعيادة ميد ستار. تقدم العيادة خدمات العلاج الطبيعي للمجتمع، مع إتاحة بيئة غنية يحصل فيها طلاب العلاج الطبيعي في الجامعة على خبرة قيمة في التعليم السريري.
يقع المركز على بعد دقائق فقط من الحرم الرئيسي وعلى مسافة قريبة من محطة المترو. يسافر الطلاب من وإلى المواقع على مكوكات الجامعة المجانية.

## خريجون بارزون
- جريج مكترال - بروفيل جنائي يعمل لصالح مكتب التحقيقات الفدرالي، وهو العضو الأول في المركز الوطني لتحليل الجريمة العنيفة، ومؤلف

## روابط خارجية
- الموقع الرسمي نسخة محفوظة 8 يوليو 2008 على موقع واي باك مشين.